# アダムとイヴの林檎
『アダムとイヴの林檎』（アダムとイヴのりんご）は、2018年5月23日にEMI Recordsより発売された椎名林檎のトリビュート・アルバム。

## 概要
椎名林檎のデビュー20周年記念の第1弾作品として、「世代を越える」「ジャンルを越える」「国境を越える」「関係を越える（今回限りのコラボレーション）」をテーマに制作されたトリビュート・アルバム。
本作にはAI、井上陽水、宇多田ヒカル&小袋成彬、木村カエラ、私立恵比寿中学、田島貴男 (ORIGINAL LOVE)、藤原さくら、松たか子、三浦大知、RHYMESTER、LiSA、レキシという幅広い年代の様々なジャンルのアーティストたちによる椎名の楽曲のカバーを収録。それに加え、このアルバムのために結成された亀田誠治プロデュースによるスペシャルバンド・theウラシマ'S (Vo.草野マサムネ from Spitz、Dr.鈴木英哉 from Mr.Children、Gt.喜多建介 from ASIAN KUNG-FU GENERATION、Ba.是永亮祐 from 雨のパレード)、さらに海外からはレバノン出身の英国のアーティスト・MIKAも参加している。
封入ブックレットには、作家の誉田哲也による書き下ろし短編小説「歌舞伎町の女王 －再会－」が掲載される。

## 収録曲
| 全作詞・作曲: 椎名林檎（「シドと白昼夢」のフランス語詞翻案はMIKAとDoriand、「本能」の補作詞はMummy-Dと宇多丸）。 |                                                        | | |                                                           |                      |      |
| # | タイトル                                               | 作詞 | 作曲・編曲 | 編曲                                                      | 収録アルバム         | 時間 |
| 1. | 「正しい街」(歌と演奏：theウラシマ'S)                  | 椎名林檎 （「 シドと白昼夢 」のフランス語詞翻案は MIKA と Doriand 、「 本能 」の補作詞は Mummy-D と 宇多丸 ） | 椎名林檎 （「 シドと白昼夢 」のフランス語詞翻案は MIKA と Doriand 、「 本能 」の補作詞は Mummy-D と 宇多丸 ） | 亀田誠治（プロデュース）                                  | 『無罪モラトリアム』 | 3:45 |
| 2. | 「丸ノ内サディスティック」(歌：宇多田ヒカルと小袋成彬) | 椎名林檎 （「 シドと白昼夢 」のフランス語詞翻案は MIKA と Doriand 、「 本能 」の補作詞は Mummy-D と 宇多丸 ） | 椎名林檎 （「 シドと白昼夢 」のフランス語詞翻案は MIKA と Doriand 、「 本能 」の補作詞は Mummy-D と 宇多丸 ） | 宇多田ヒカル & 小袋成彬（プロデュース）                   | 『無罪モラトリアム』 | 4:07 |
| 3. | 「幸福論」(歌：レキシ)                                 | 椎名林檎 （「 シドと白昼夢 」のフランス語詞翻案は MIKA と Doriand 、「 本能 」の補作詞は Mummy-D と 宇多丸 ） | 椎名林檎 （「 シドと白昼夢 」のフランス語詞翻案は MIKA と Doriand 、「 本能 」の補作詞は Mummy-D と 宇多丸 ） | レキシ（プロデュース）                                    | 『無罪モラトリアム』 | 3:07 |
| 4. | 「シドと白昼夢」(歌：MIKA)                             | 椎名林檎 （「 シドと白昼夢 」のフランス語詞翻案は MIKA と Doriand 、「 本能 」の補作詞は Mummy-D と 宇多丸 ） | 椎名林檎 （「 シドと白昼夢 」のフランス語詞翻案は MIKA と Doriand 、「 本能 」の補作詞は Mummy-D と 宇多丸 ） | Jonathan Quarmby for 365 Artists                          | 『無罪モラトリアム』 | 4:09 |
| 5. | 「茜さす 帰路照らされど・・・」(歌：藤原さくら)        | 椎名林檎 （「 シドと白昼夢 」のフランス語詞翻案は MIKA と Doriand 、「 本能 」の補作詞は Mummy-D と 宇多丸 ） | 椎名林檎 （「 シドと白昼夢 」のフランス語詞翻案は MIKA と Doriand 、「 本能 」の補作詞は Mummy-D と 宇多丸 ） | 冨田恵一（編曲・プロデュース）                            | 『無罪モラトリアム』 | 4:04 |
| 6. | 「都合のいい身体」(歌：田島貴男)                       | 椎名林檎 （「 シドと白昼夢 」のフランス語詞翻案は MIKA と Doriand 、「 本能 」の補作詞は Mummy-D と 宇多丸 ） | 椎名林檎 （「 シドと白昼夢 」のフランス語詞翻案は MIKA と Doriand 、「 本能 」の補作詞は Mummy-D と 宇多丸 ） | 田島貴男（プロデュース）                                  | 『三文ゴシップ』     | 3:38 |
| 7. | 「ここでキスして。」(歌：木村カエラ)                   | 椎名林檎 （「 シドと白昼夢 」のフランス語詞翻案は MIKA と Doriand 、「 本能 」の補作詞は Mummy-D と 宇多丸 ） | 椎名林檎 （「 シドと白昼夢 」のフランス語詞翻案は MIKA と Doriand 、「 本能 」の補作詞は Mummy-D と 宇多丸 ） | 亀田誠治（編曲・プロデュース） 伊澤一葉（ピアノアレンジ） | 『無罪モラトリアム』 | 4:29 |
| 8. | 「すべりだい」(歌：三浦大知)                           | 椎名林檎 （「 シドと白昼夢 」のフランス語詞翻案は MIKA と Doriand 、「 本能 」の補作詞は Mummy-D と 宇多丸 ） | 椎名林檎 （「 シドと白昼夢 」のフランス語詞翻案は MIKA と Doriand 、「 本能 」の補作詞は Mummy-D と 宇多丸 ） | UTA & 三浦大知                                            | 『私と放電』         | 3:44 |
| 9. | 「本能」(歌と演奏：RHYMESTER)                          | 椎名林檎 （「 シドと白昼夢 」のフランス語詞翻案は MIKA と Doriand 、「 本能 」の補作詞は Mummy-D と 宇多丸 ） | 椎名林檎 （「 シドと白昼夢 」のフランス語詞翻案は MIKA と Doriand 、「 本能 」の補作詞は Mummy-D と 宇多丸 ） | Mr. Drunk（プロデュース） DJ JIN（ターンテーブル）        | 『勝訴ストリップ』   | 5:07 |
| 10. | 「罪と罰」(歌：AI)                                     | 椎名林檎 （「 シドと白昼夢 」のフランス語詞翻案は MIKA と Doriand 、「 本能 」の補作詞は Mummy-D と 宇多丸 ） | 椎名林檎 （「 シドと白昼夢 」のフランス語詞翻案は MIKA と Doriand 、「 本能 」の補作詞は Mummy-D と 宇多丸 ） | AI & Gakushi（プロデュース）                              | 『勝訴ストリップ』   | 5:46 |
| 11. | 「カーネーション」(歌：井上陽水)                       | 椎名林檎 （「 シドと白昼夢 」のフランス語詞翻案は MIKA と Doriand 、「 本能 」の補作詞は Mummy-D と 宇多丸 ） | 椎名林檎 （「 シドと白昼夢 」のフランス語詞翻案は MIKA と Doriand 、「 本能 」の補作詞は Mummy-D と 宇多丸 ） | 井上陽水（プロデュース） H.GARDEN（編曲）                 | 『日出処』           | 3:01 |
| 12. | 「自由へ道連れ」(歌：私立恵比寿中学)                   | 椎名林檎 （「 シドと白昼夢 」のフランス語詞翻案は MIKA と Doriand 、「 本能 」の補作詞は Mummy-D と 宇多丸 ） | 椎名林檎 （「 シドと白昼夢 」のフランス語詞翻案は MIKA と Doriand 、「 本能 」の補作詞は Mummy-D と 宇多丸 ） | 野村陽一郎（プログラミング・サウンドプロデュース）        | 『日出処』           | 3:28 |
| 13. | 「NIPPON」(歌：LiSA)                                   | 椎名林檎 （「 シドと白昼夢 」のフランス語詞翻案は MIKA と Doriand 、「 本能 」の補作詞は Mummy-D と 宇多丸 ） | 椎名林檎 （「 シドと白昼夢 」のフランス語詞翻案は MIKA と Doriand 、「 本能 」の補作詞は Mummy-D と 宇多丸 ） | 渡辺シュンスケ ハマ・オカモト                             | 『日出処』           | 3:56 |
| 14. | 「ありきたりな女」(歌：松たか子)                       | 椎名林檎 （「 シドと白昼夢 」のフランス語詞翻案は MIKA と Doriand 、「 本能 」の補作詞は Mummy-D と 宇多丸 ） | 椎名林檎 （「 シドと白昼夢 」のフランス語詞翻案は MIKA と Doriand 、「 本能 」の補作詞は Mummy-D と 宇多丸 ） | 塩谷哲（編曲・プロデュース）                              | 『日出処』           | 4:18 |

## 参加ミュージシャン
| 「正しい街」 - theウラシマ'S - vocal & acoustic guitar: 草野マサムネ (Spitz) - drums: 鈴木英哉 (Mr.Children) - guitars: 喜多建介 (ASIAN KUNG-FU GENERATION) - bass: 是永亮祐 (雨のパレード) - Produced by 亀田誠治 - recorded & mixed by 今井邦彦 at FREEDOM STUDIO INFINITY, sound ATELIER - vocal recorded by 土岐彩香 at FREEDOM STUDIO INFINITY - assisted by 辻本清 (FREEDOM STUDIO INFINITY), 武舎歩 (sound ATELIER) 「丸ノ内サディスティック」 - vocals: 宇多田ヒカル&小袋成彬 - drums and percussion: Chris Dave - bass: Jodi Milliner - guitar: Ben Parker - piano: Reuben James - produced by 宇多田ヒカル&小袋成彬 - recorded and mixed by Steve Fitzmaurice at RAK Studios and Pierce Room - additional vocals recorded by 小森雅仁 at Metropolis Group - additional engineering by Darren Heelis 「幸福論」 - vocal, keyboards: 池田貴史 (レキシ) - guitar: 奥田健介 - drums: 玉田豊夢 - bass: 山口寛雄 - sax: 武嶋聡 - trumpet: 村上基 - trombone: 滝本尚史 - produced by 池田貴史 - recorded & mixed by 中村督 at HeartBeat RECORDING STUDIO, POTATO STUDIO 「シドと白昼夢」 - vocals: MIKA - guitar: Mark ‘Shez’ Sheridan - bass: Robin Mullarkey - drums: Alex Torjussen - percussion: Miles Bould - piano: Jonathan Quarmby - produced by Jonathan Quarmby for 365 Artists - french lyrics adaptation by MIKA, Doriand - engineered by Wes Maebe - assisted by Max Anstruther and Nathael Graham - recorded in Miami and at RAK Studios, London - mixed by Jeremy Wheatley for 365 Artists at X Chapel 「茜さす帰路照らされど・・」 - vocal: 藤原さくら - instruments & treatments: 冨田恵一 - produced & arranged by 冨田恵一 - recorded & mixed by 冨田恵一 at TOMITA LAB STUDIO 「都合のいい身体」 - vocal, guitar: 田島貴男 (ORIGINAL LOVE) - drums: 佐野康夫 - hammond organ: 河合代介 - produced by 田島貴男 - recorded & mixed by 兼重哲哉 at POWER HOUSE STUDIO 「ここでキスして。」 - vocal: 木村カエラ - bass: 亀田誠治 - piano: 伊澤一葉 - drums: BOBO - produced & arranged by 亀田誠治 - piano arranged by 伊澤一葉 - recorded & mixed by 南石聡巳 at LAB Recorders, FREEDOM STUDIO INFINITY - assisted by 日浦佑弥 (mixer’s LAB), 辻本清 (FREEDOM STUDIO INFINITY), 豊田泰孝 (誠屋) | 「すべりだい」 - vocals: 三浦大知 - produced by UTA for TinyVoice,Production & 三浦大知 - vocal recorded by 鎌田匡人 (TinyVoice,Production) - mixed by D.O.I. at Daimonion Recordings 「本能」 - RHYMESTER - produced by Mr.Drunk - additional lyrics by Mummy-D, 宇多丸 - turntables DJ JIN - contains samples from “本能” by 椎名林檎 (1999) - recorded & mixed by The Anticipation Illicit Tsuboi @ RDS Toritsudai 「罪と罰」 - vocals: AI - drums: Kennieth "Bam" Alexander Jr. - bass: Robert “Bubby” Lewis - guitar: マサ小浜 - piano, hammond, rhodes: Gakushi - produced by AI & Gakushi - recorded and mixed by 奥田泰次 at LAB Recorders, studio MSR - assisted by 田宮空 (LAB Recorders), 諏訪桂輔 (studio MSR) 「カーネーション」 - vocal & produce: 井上陽水 - arrangement: H.GARDEN - guitar: 諏訪光風 - recording engineer: 阿部幸介 「自由へ道連れ」 - Vocals: 私立恵比寿中学 (真山りか, 安本彩花, 星名美怜, 柏木ひなた, 小林歌穂, 中山莉子) - drums: 白根賢一 - bass: 高桑圭 - synthesizer & organ: 皆川真人 - electric guitar, acoustic guitar, programming & sound produce: 野村陽一郎 - recorded & mixed by 高山徹（Switchback） - assisted by 柏倉吉紀, 柿沼響 (AVACO CREATIVE STUDIO) 「NIPPON」 - vocal: LiSA - guitar: PABLO (Pay money To my Pain/POLPO) - bass: ハマ・オカモト (OKAMOTO'S) - drums: 岡本啓佑 (黒猫チェルシー) - accordion: 小春 (チャラン・ポ・ランタン) - piano: 渡辺シュンスケ (Schroeder-Headz) - arranged by 渡辺シュンスケ (Schroeder-Headz) / ハマ・オカモト (OKAMOTO'S) - recorded & mixed by 渡辺省二郎 - assisted by 込山拓哉 (ONKIO HAUS), 前田洋祐 (STUDIO GREENBIRD) 「ありきたりな女」 - vocal: 松たか子 - piano, percussions: 塩谷哲 - 1st violin: 藤堂昌彦 - 2nd violin: 徳永友美 - viola: 岡さおり - cello: 結城貴弘 - arranged & produced by 塩谷哲 - recorded and mixed by 飯尾芳史 at ONKIO HAUS - assisted by 勝又紀彦, 中内茂治 (ONKIO HAUS) |